# Wolfgang Wittrock
Wolfgang Wittrock (* 1. Mai 1947 in Cuxhaven) ist ein deutscher Kunsthändler.
Nachdem Wittrock 1968 nach Düsseldorf gezogen war, begann er 1970 seine Ausbildung im Kunsthandel bei Borgmann in Köln und Kornfeld in Bern. Nach Abschluss der Ausbildung 1973 gründete er bereits 1974 eine eigene Galerie mit dem Schwerpunkt Fotografie (Brassai, Schulz-Dornburg u.w.) und Druckgrafik (Toulouse-Lautrec, Picasso, Tanguy, Kirchner, Nolde, Klee, Mansen u.w.). Zwischen den Jahren 1975 bis 2001 entstanden hierdurch rund 20 monographische- und Lagerkataloge. Es erfolgte außerdem die Teilnahme an verschiedenen Kunstmessen, zuletzt der Art Basel 1995 bis 2002.
Wittrock übernahm von 1983 bis 1990 die Beratung und den Aufbau der Sammlung der Deutschen Bank (international). Als Gastkurator kümmerte er sich um die Vermittlungs- und Ausstellungstätigkeit bei Institutionen wie der Staatsgalerie Stuttgart, der Kunsthalle Düsseldorf oder dem MoMA in New York u.w.
Nach einem Umzug 2001 nach Berlin konzentrierte sich Wittrock auf die Vermittlung einzelner Werke, vorrangig von Paul Klee. Zu den von ihm vermittelten Ankäufen zählen auch Max Beckmanns Reise auf dem Fisch für die Staatsgalerie Stuttgart und Ernst Ludwig Kirchners Frauen am Potsdamer Platz für die Nationalgalerie (Berlin).
1995 gründete er zusammen mit Angelika Fessler-Möller (1919–2002), der Tochter von Ferdinand Möller, aus dem Verkaufserlös restituierter Gemälde die Ferdinand-Möller-Stiftung, deren Vorstand er bis heute ist. Ein Aufgabenschwerpunkt dieser Stiftung war die Drittmittel-Finanzierung der seit 2003 an der Freien Universität Berlin eingerichteten Forschungsstelle „Entartete Kunst“ (bis 2015).
1999–2023 fungierte Wittrock als Mitgründer und Vorstand der Pro Humanitate & Arte, e.V. Außerdem ist er Gründungsmitglied der Graphischen Gesellschaft zu Berlin, Vereinigung der Freunde des Kupferstichkabinetts e. V.
Wittrock unterstützt auch die Archivarbeit der Berlinischen Galerie (Kunsthandelsarchiv Werner Schweiger).
Für seine Initiative in der kunsthistorischen Forschung und die Unterstützung der Kunstsammlungen in Berlin erhielt Wittrock 2017 das Verdienstkreuz am Bande. Außerdem ist Wolfgang Wittrock stellvertretendes Mitglied des Sachverständigenausschusses des Bundes nach dem Kulturgutschutzgesetz (KGSG).

## Schriften (Auswahl)
- Yves Tanguy. Das druckgraphische Werk. Stuttgart, 1976.
- Toulouse-Lautrec. The complete prints. 2 Bände, London: For Sotheby’s Publications by P. Wilson Publishers 1985, ISBN 0-85667-192-4
- Paul Gauguin, das druckgraphische Werk: Museum Villa Stuck, München, 1979.
- mit Riva Castleman: Henri de Toulouse-Lautrec. Bilder der Belle Époque; Gemälde, Zeichnungen, Lithographien. [anlässlich der Ausstellung des Museum of Modern Art, New York, 1985] München: Prestel 1985, ISBN 3-7913-0730-4
- (Red.) Akademierundgang 1950–1988. Eine Ausstellung zeitgenössischer Kunst in der Deutschen Bank, Düsseldorf, 1988.
- (hrsg.) Buchskulpturen = Book sculptures / Helfried Hagenberg. Ostfildern: Hatje Cantz 2012, ISBN 978-3-7757-3187-4